# Boek.be
Boek.be vzw was een koepelorganisatie van belangenorganisaties van de Vlaamse boekensector, en daarmee van meer dan 400 uitgeverijen, boekhandels en -importeurs. Daarnaast organiseerde Boek.be publieksacties en evenementen waarvan de jaarlijkse Boekenbeurs Antwerpen de bekendste was.

## Geschiedenis
In 1929 werd de Vereniging ter Bevordering van het Vlaamse Boekwezen opgericht in drie stappen. Op 13 januari kwamen enkele initiatiefnemers samen onder het voorzitterschap van August Vermeylen en Maurice Roelants. Op 17 maart kwamen 22 oprichters samen en keurden de statuten goed, opgemaakt door notaris Jacobs in Vorst, met de Nederlander Lucas Smeding als eerste voorzitter. Op 10 april werden de statuten gepubliceerd in de Bijlagen (verenigingen) van het Belgisch Staatsblad. De oprichters waren:
- voor de uitgevers: Constant Callewaert, Eugeen De Bock, Achiel Geerardyn, Leo J. Kryn, Joris Lannoo, Lode Opdebeek (1869-1930), Gabriel Opdebeek (1895-1979), Willem Rombaut, Antoon Spaas, Marcel Styns en Felix Van Orshaegen.
- voor de boekhandelaars: Gustaaf De Graeve, Gustaaf Lemmens, Armand Roggen, Louis-Pierre Hody van Breemen, Jan Van der Leest, Jozef Verhelst.
- voor afzonderlijke uitgeverijen: Juul Audenaerde (Callewaert), Maurits De Meyer (1895-1970) (Standaard Boekhandel), Lucas Smeding (1866-1941) (De Nederlandsche Boekhandel), Leo Symons (1885-1958) (Vlaamsche Drukkerij) en Herman Oosterwijk (1902-1966) (Zonnewende).

Er ontstonden afzonderlijke afdelingen voor uitgevers, drukkers en boekhandelaars. In 1929 werd de De Week van het Vlaamsche Boek georganiseerd. In 1930 verscheen de eerste uitgave van Het Boek in Vlaanderen, wat een jaarlijkse publicatie werd. In 1932 werd in opvolging van de Week de eerste Boekenbeurs Antwerpen georganiseerd, die uitgroeide tot een van de belangrijkste culturele manifestaties in Nederlandstalig België, met jaarlijks meer dan 150.000 bezoekers.
In 2001 veranderde de vereniging haar naam in Boek.be en vierde in 2004 haar 75-jarig bestaan met de publicatie Van Vereeniging ter Bevordering van het Vlaamsche Boekwezen tot Boek.be. Een verhaal van 75 jaar door Katrien Beeusaert en Evelien Kayaert bij Standaard Uitgeverij.
Op 15 juli 2021 werd Boek.be failliet verklaard door de ondernemingsrechtbank te Antwerpen.

### Leiding
| Periode                     | Directeur             |
| --------------------------- | --------------------- |
| 1988 - 2001                 | Wim De Mont           |
| 2001 - ?                    | Dorian van der Brempt |
| ? - oktober 2003            | René Van Loon         |
| oktober 2003 - april 2004   | Paul van Lil          |
| april 2004 - september 2005 | Dorian van der Brempt |
| september 2005 - april 2013 | Geert Joris           |
| april 2013 - juli 2017      | André Vandorpe        |
| mei 2019 - heden            | Kristof Thijssens     |

| Periode                | Voorzitter         |
| ---------------------- | ------------------ |
| 1929 - ?               | Lucas Smeding      |
| ? - juli 2006          | André Van Halewyck |
| juli 2006 - maart 2010 | Jos Geysels        |
| maart 2010 - 2017      | Karel De Boeck     |
| 2017 - mei 2019        | Alexis Dragonetti  |

## Leden en werking
Boek.be vzw was als overkoepelend orgaan de dienstverlener en het competentiecentrum van de federaties van het Vlaamse boekenvak, nl. de Vereniging van Vlaamse Boekenverkopers (VVB), de Groep Algemene Uitgevers (GAU) en de Groep Educatieve en Wetenschappelijke Uitgevers (GEWU). Boek.be was een vzw en was niet structureel gesubsidieerd door de overheid. Van de totale verkoop van nieuwe boeken in Vlaanderen vertegenwoordigen de leden van de federaties zo’n 90% van de markt, en dit zowel aan producenten- als aan verkoopszijde.
De kerntaak van Boek.be vzw was het ondersteunen van de boekenpromotie (via evenementen en het uitreiken van prijzen) in Vlaanderen door de boekenfederaties optimale juridische, administratieve en logistieke diensten te verlenen. Het Kenniscentrum van Boek.be organiseerde opleidingen, formuleerde standpunten en verzamelde cijfergegevens over het boekenvak.

### Literaire prijzen
- de Boekenleeuw en Boekenpauw voor het best geschreven en mooist geïllustreerde kinder- en jeugdboek (sinds 1987/1989)[14]
- De Bronzen Uil voor het beste literaire debuut, opvolger van de Debuutprijs (1969-2017)[15]
- de Fintro Literatuurprijs voor het beste literaire werk - opvolger van de Gouden (Boeken)uil - is de belangrijkste literaire prijs in Vlaanderen;
- de Herman de Coninckprijs[16] voor poëzie (sinds 2007), met gratis Gedichtenposter bij de boekhandel;
- de De Best Vormgegeven Boeken van de Vlaamse Uitgevers Vereniging[17]
- de Beste Boekenjuf of Boekenmeester van de Vlaamse Uitgevers Vereniging[18]

In april 2008 werd aan de Universiteit Antwerpen de leerstoel Boek.be ingesteld. De Leerstoel Boek.be werd jaarlijks georganiseerd in samenwerking met de Universiteit Antwerpen rond een actueel thema in het boekenvak.

### Huis van het boek
Het Huis van het boek in Borgerhout gaf onderdak aan de verenigingen van het Vlaamse boekenvak:
- Boek.be
- Het kantoor van de Vlaamse Auteursvereniging (VAV)[22]
- Meta4Books vzw is het metadata-centrum voor het Vlaamse en Nederlandse boekenvak. Het doel is om het boekenvak te voorzien van professionele, correcte, rijke en integere metadata over boeken en auteurs.
- Boekenbank is het centrale bestelplatform dat een overzicht biedt van alle beschikbare boeken en aanverwante producten die in Vlaanderen en Nederland worden uitgegeven of verdeeld.
- Librius is de beheersvennootschap voor rechtenbeheer van de Vlaamse boekindustrie.[23]